# 韋爾達比奧

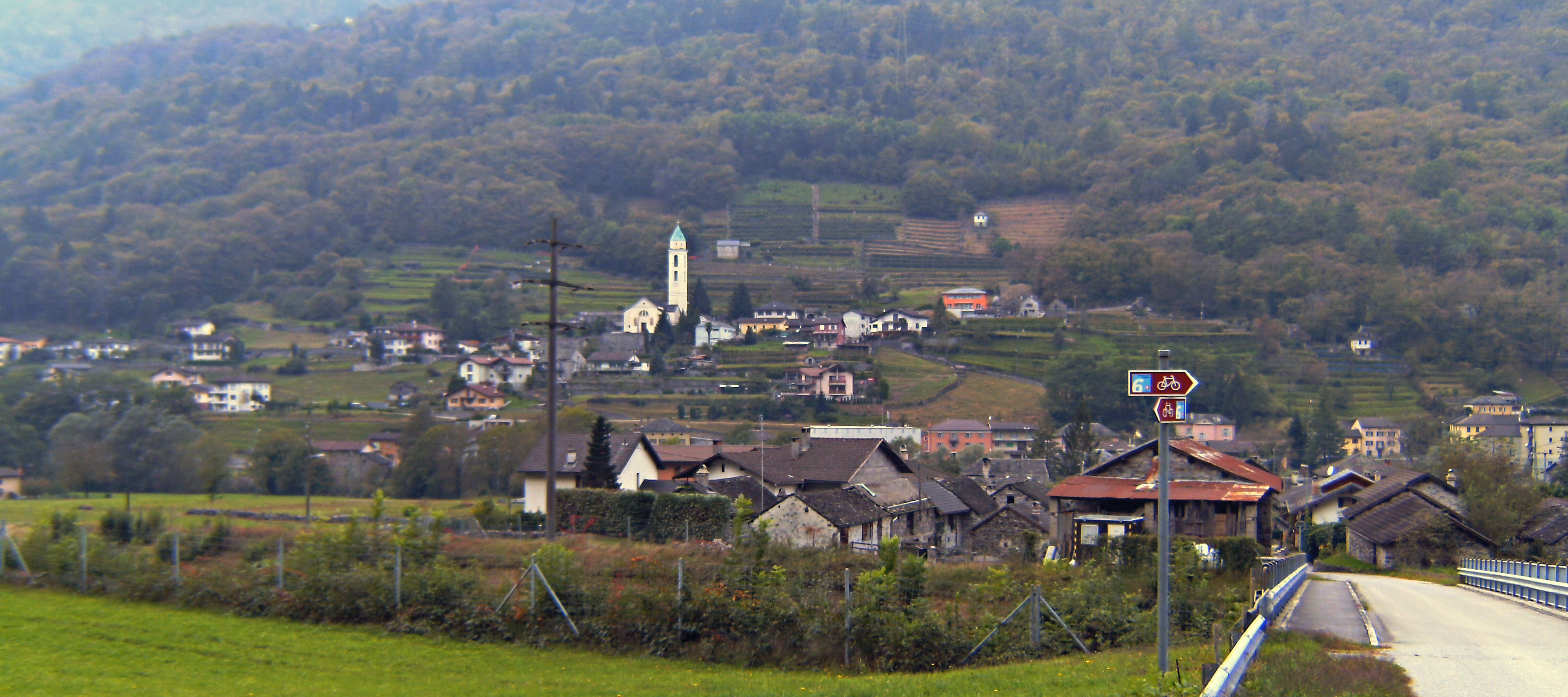

韋爾達比奧是瑞士的城鎮，位於該國東部，由格勞賓登州負責管轄，面積13.13平方公里，海拔高度604米，2011年人口148，人口密度每平方公里11人。

## 外部連結
- Official website （意大利文）